# 韓人愛国団

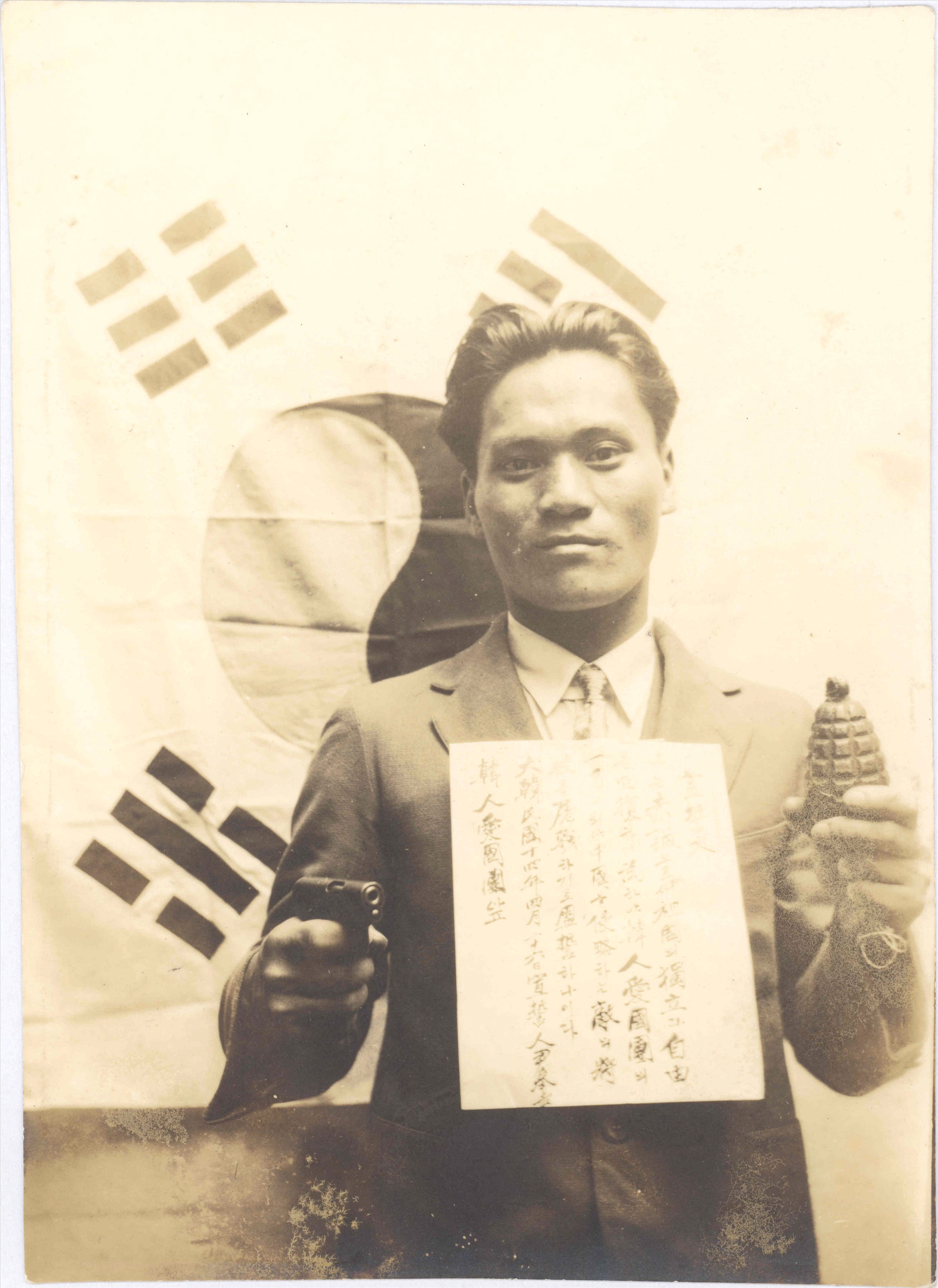
太極旗の下で宣誓する韓人愛国団のメンバー・尹奉吉

韓人愛国団（かんじんあいこくだん、朝鮮語: 한인애국단）は、朝鮮半島の日本の植民地統治時代において大日本帝国の要人の暗殺を目的とした秘密組織であり、大韓民国臨時政府が推進した独立運動の1つである。1931年の設立以降テロや暗殺などを通じ抗日運動を展開、桜田門事件などを起こした。

## 概要
「日本の要人の処断」を目的に、1931年に大韓民国臨時政府総裁の金九によって設立された大韓民国臨時政府の下部組織で、独立闘争の大義のもと、日本国内や中国などに団員を派遣して、暗殺や爆弾テロで要人の殺害を狙った。桜田門事件や上海天長節爆弾事件を引き起こしている。
著名なメンバーには尹奉吉、李奉昌らがいた。